# Broadwater County
Der Broadwater County ist ein County im Bundesstaat Montana der Vereinigten Staaten. Der Verwaltungssitz (County Seat) ist Townsend.

## Demografische Daten

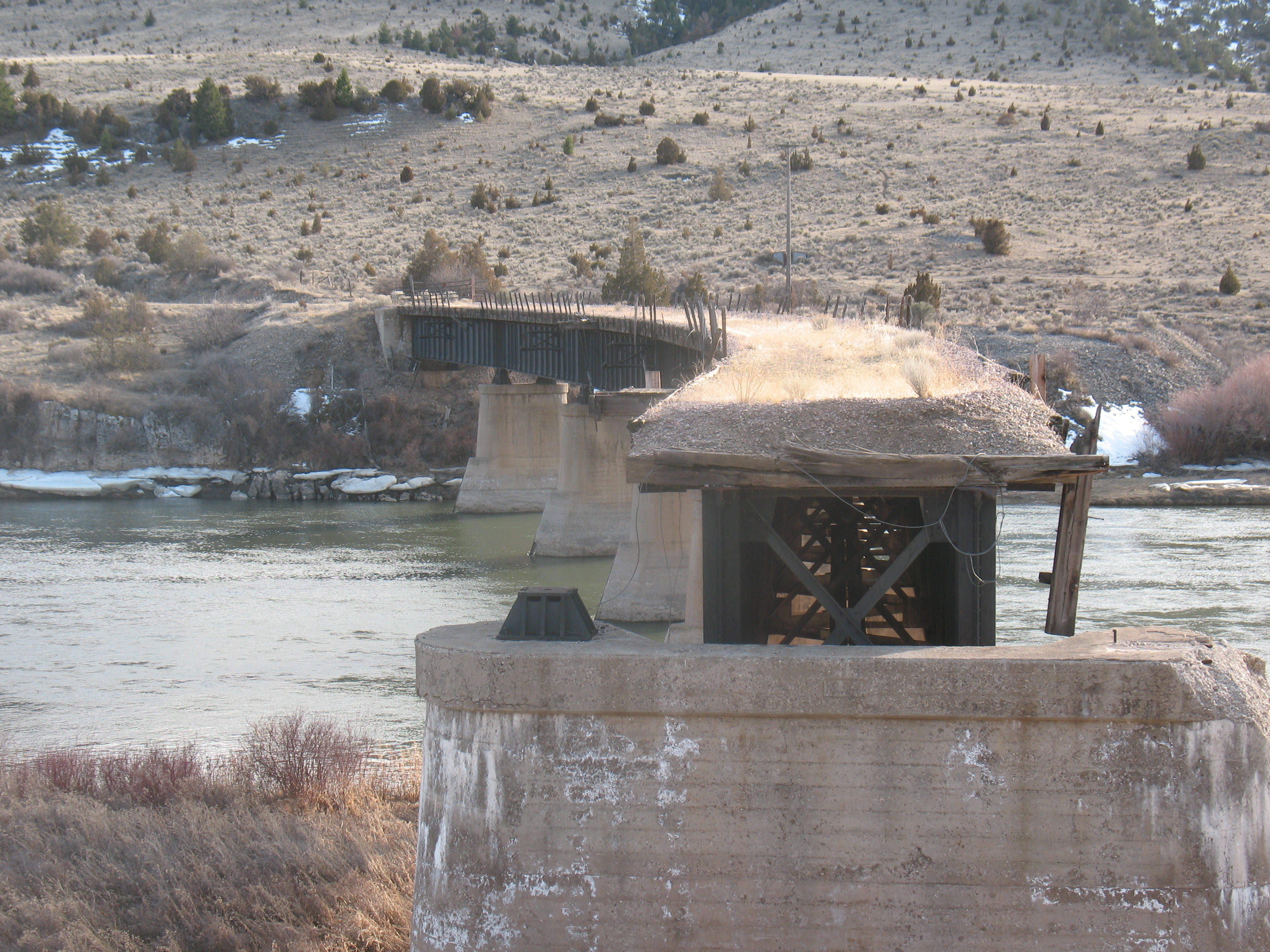
Die fast zerfallene Milwaukee Road Bridge über den Missouri River, nahe der Geisterstadt Lombard

Nach der Volkszählung im Jahr 2000 lebten im County 4.385 Menschen. Es gab 1.752 Haushalte und 46.388 Familien. Die Bevölkerungsdichte betrug 1 Einwohner pro Quadratkilometer. Ethnisch betrachtet setzte sich die Bevölkerung zusammen aus 97,04 % Weißen, 0,27 % Afroamerikanern, 1,16 % amerikanischen Ureinwohnern, 0,11 % Asiaten, 0,07 % Bewohnern aus dem pazifischen Inselraum und 0,34 % aus anderen ethnischen Gruppen; 1,00 % stammten von zwei oder mehr ethnischen Gruppen ab. 1,32 % der Bevölkerung waren spanischer oder lateinamerikanischer Abstammung.
Von den 1.752 Haushalten hatten 30,10 % Kinder und Jugendliche unter 18 Jahre, die bei ihnen lebten. 61,40 % waren verheiratete, zusammenlebende Paare, 6,90 % waren allein erziehende Mütter. 27,50 % waren keine Familien. 24,10 % waren Singlehaushalte und in 9,90 % lebten Menschen im Alter von 65 Jahren oder darüber. Die Durchschnittshaushaltsgröße betrug 2,47 und die durchschnittliche Familiengröße lag bei 2,91 Personen.
Auf das gesamte County bezogen setzte sich die Bevölkerung zusammen aus 25,20 % Einwohnern unter 18 Jahren, 4,80 % zwischen 18 und 24 Jahren, 26,20 % zwischen 25 und 44 Jahren, 27,40 % zwischen 45 und 64 Jahren und 16,40 % waren 65 Jahre alt oder darüber. Das Durchschnittsalter betrug 41 Jahre. Auf 100 weibliche Personen kamen 104,00 männliche Personen, auf 100 Frauen im Alter ab 18 Jahren kamen statistisch 103,70 Männer.
Das jährliche Durchschnittseinkommen eines Haushalts betrug 32.689 USD, das Durchschnittseinkommen der Familien betrug 36.524 USD. Männer hatten ein Durchschnittseinkommen von 28.495 USD, Frauen 19.500 USD. Das Prokopfeinkommen betrug 16.237 USD. 10,80 % der Bevölkerung und 7,60 % der Familien lebten unterhalb der Armutsgrenze. 13,70 % davon waren unter 18 Jahre und 7,90 % waren 65 Jahre oder älter.

## Geschichte
Ein Ort hat den Status einer National Historic Landmark, die Rankin Ranch. Sieben Bauwerke und Stätten des Countys sind im National Register of Historic Places eingetragen (Stand 7. Februar 2018).

## Orte im Broadwater County
Im Broadwater County liegt eine Gemeinde, die den Status einer City besitzt. Zu Statistikzwecken führt das U.S. Census Bureau sechs Census-designated places, die dem County unterstellt sind und keine Selbstverwaltung besitzen. Diese sind wie die Unincorporated Communities gemeindefreies Gebiet.
City
- Townsend

Census-designated places (CDP)
| - Radersburg - Spokane Creek - The Silos | - Toston - Wheatland - Winston |

andere Unincorporated Communities
- Lombard